# 1565 en musique classique
| \| • Retour à la chronologie générale de la musique classique • \| |
| Grèce • Rome • Haut Moyen Âge • VIIIe siècle • IXe siècle • Xe siècle • XIe siècle XIIe siècle • XIIIe siècle • XIVe siècle • XVe siècle • XVIe siècle • XVIIe siècle XVIIIe siècle • XIXe siècle • XXe siècle • XXIe siècle |
| • Retour à la chronologie générale de la musique classique • |

| Années en musique classique : 1562 - 1563 - 1564 - 1565 - 1566 - 1567 - 1568    |
| Décennies en musique classique : 1530 - 1540 - 1550 - 1560 - 1570 - 1580 - 1590 |

## Événements
- Les Sacrae Lectiones novern ex propheta Job (Les lamentations de Job) de Roland de Lassus sont imprimées chez Gardane à Venise.

## Naissances

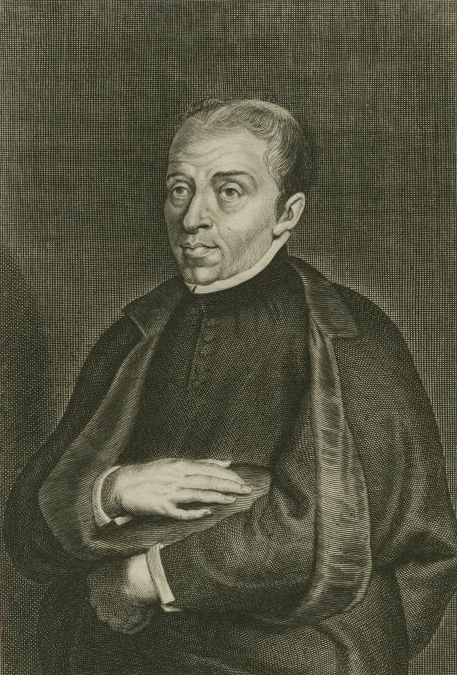
Duarte Lobo

- 5 août : Paola Massarenghi, compositrice italienne.
- 19 septembre : Duarte Lobo, compositeur portugais († 24 septembre 1646).

Date indéterminée :
- Gaspar Fernandes, compositeur portugais de musique sacrée († 1629).
- Simone Molinaro, compositeur, éditeur de musique et luthiste italien († 1615).
- Antonio il Verso, compositeur italien († 23 août 1621).

## Décès
- août : Ghiselin Danckerts, compositeur, chanteur et théoricien de la musique (° 1510).
- entre le 11 et le 20 septembre : Cyprien de Rore, compositeur franco-flamand (° v.1515 ou 1516).

Date indéterminée :
- Jacques Buus, organiste (° vers 1500).